# Вокална торбичка
Вокална торбичка или вокален сак е част от анатомията на жабите, представляваща гъвкава кожна мембрана, с която мъжките екземпляри на повечето видове жаби разполагат. Наличието на вокални торбички е външен полов белег, по който лесно се различават мъжките жаби при много от видовете. Играе ролята на усилвател на звуците, които мъжките издават при търсене на женска и чифтосване.
Когато е една, вокалната торбичка е отворена към устната кухина на жабата с два процепа от двете страни на езика. За да произведе звук, жабата пълни дробовете си с въздух и блокира дихателните пътища през носа и устата. След това изпуска въздуха от дробовете си през ларинкса и във вокалната торбичка. Вибрациите от ларинкса произвеждат звука, който резонира във вокалните торбички и от резонанса звукът се усилва и се чува надалеч.
Някои видове като голямата водна жаба (Pelophylax ridibundus) имат по две вокални торбички от двете страни на главата.